# Charles Eaton Haynes
Charles Eaton Haynes (* 15. April 1784 in Brunswick, Mecklenburg County, Virginia; † 29. August 1841) war ein US-amerikanischer Politiker. Zwischen 1825 und 1839 vertrat er zweimal den Bundesstaat Georgia im US-Repräsentantenhaus.

## Werdegang
Charles Haynes zog noch in seiner Jugend nach Sparta in Georgia. Dort beendete er seine schulische Ausbildung. Anschließend studierte er an der University of Pennsylvania in Philadelphia Medizin. Nach seiner Zulassung als Arzt begann er in Georgia in seinem neuen Beruf zu arbeiten. Mitte der 1825er Jahre begann er als Anhänger von Andrew Jackson auch eine politische Laufbahn.
Bei den Kongresswahlen des Jahres 1824 wurde er im ersten Wahlbezirk von Georgia in das US-Repräsentantenhaus in Washington, D.C. gewählt, wo er am 4. März 1825 die Nachfolge von Joel Abbot antrat. Nach zwei Wiederwahlen konnte er bis zum 3. März 1831 drei Legislaturperioden im Kongress absolvieren. Diese waren von den Diskussionen zwischen den Anhängern und Gegnern von Präsident Jackson überschattet. Dabei ging es vor allem um die umstrittene Durchführung des Indian Removal Act, die Nullifikationskrise mit dem Staat South Carolina und die Bankenpolitik des Präsidenten. Haynes wurde Ende der 1820er Jahre Mitglied der von Jackson gegründeten Demokratischen Partei.
In den Jahren 1830 und 1832 bewarb sich Charles Haynes erfolglos um seinen Verbleib bzw. die Rückkehr in den Kongress. Bei den Wahlen des Jahres 1834 wurde er als Demokrat für das neunte Abgeordnetenmandat von Georgia erneut in das US-Repräsentantenhaus gewählt. Dort löste er am 4. März 1835 Seaborn Jones ab. Nach einer Wiederwahl im Jahr 1836 konnte er bis zum 3. März 1839 zwei weitere Legislaturperioden im Kongress verbringen. Nach seinem Ausscheiden aus dem US-Repräsentantenhaus ist Haynes politisch nicht mehr in Erscheinung getreten. Er starb am 29. August 1841 und wurde in Sparta beigesetzt.